# Dave Hoover
David Harold Hoover (14 de mayo de 1955 – 4 de septiembre de 2011) fue un artista y animador de cómics estadounidense, conocido por su labor en DC Comics' The Wanderers y Starman y Marvel Comics' Captain America.

## Biografía
Hoover recibió la licenciatura de Bellas Artes y Animación del Art Institute of Philadelphia y de Tecnología especializada asociada a la Comunicación visual en Art Institute of Pittsburgh.
Hoover comenzó su carrera en animación, primero como artista en Filmation Studios de 1977–1985, y durante ese tiempo también trabajó para otros estudios de animación como Hanna-Barbera y Mihan Productions. A lo largo de su carrera como animador, Hoover trabajó para programas como El gordo Alberto y la pandilla Cosby, The Archie Show, Tarzan, Lord of the Jungle, The New Adventures of Flash Gordon, He-Man and the Masters of the Universe, She-Ra: Princess of Power, The Super Friends, Los Pitufos, Hombres de negro: la serie animada, The Godzilla Power Hour, RoboCop: Alpha Commando y muchos más. También trabajó para dos películasː Fire and Ice (1983) y Starchaser: The Legend of Orin (1985).
En 1997, Hoover trabajó como freelance para programas de televisión de Columbia/Tri Star.

#### Comics
De 1987 a 1997, Hoover trabajó en la industria de los cómics. Además de sus períodos en The Wanderers, Starman y Captain America, Hoover trabajó en The Amazing Spider-Man, Starman, The Punisher, Tarzan y The Invaders. En 1995, dibujó el primer capítulo del "Planet of the Symbiotes" en las que introducían los personajes de Spider-Man y Venom.
En 2003, volvió a la industria del cómic con la serie de cómics para adultos Wilde Knight con el escritor Gary Petras y en 2004 Hoover se unió a la lista de artistas de EAdultComics. Hoover dibujó los interiores de los tres primeros cómics de Charmed y su precuela que Zenescope comenzó a lanzar en junio de 2010.